# Los Ángeles, Romita
Los Ángeles är en ort i Mexiko.   Den ligger i kommunen Romita och delstaten Guanajuato, i den centrala delen av landet, 300 km nordväst om huvudstaden Mexico City. Los Ángeles ligger 1 782 meter över havet och antalet invånare är 326.
Terrängen runt Los Ángeles är huvudsakligen platt, men söderut är den kuperad. Runt Los Ángeles är det ganska tätbefolkat, med 116 invånare per kvadratkilometer. Närmaste större samhälle är Silao, 20,0 km nordost om Los Ángeles. Trakten runt Los Ángeles består till största delen av jordbruksmark.